# Lost Horizon (videojuego)
Lost Horizon es un videojuego del año 2010 perteneciente al género de Aventura gráfica  para PC. Fue desarrollado por Animation Arts, y fue publicado por Deep Silver. El 8 de octubre de 2013, Animation Arts anunció que la secuela de Lost Horizon se encuentra en desarrollo. Lost Horizon 2 tendrá lugar 20 años después de los acontecimientos de la primera entrega del juego.

## Jugabilidad
En el juego se utiliza siempre el ratón. La pantalla del juego consiste en una porción de la superficie, que está limitada hacia abajo por una barra de color negro con borde dorado.
Todos los artículos y personajes con las que se interaccionan es posible, se hace explicación en letras y llamar cuando el cursor se mueve sobre ellos. El inventario de la barra se encuentra, también situado en la zona derecha tres botones adicionales: un vaso, cuestión de aumento y signo de exclamación y herramientas cruzadas. Al hacer clic en la lupa se mostrarán los puntos calientes de la pantalla de juego, con el que una interacción es posible. Al hacer clic en el signo de puntuación de texto y acústicamente un resumen de los acontecimientos actuales dados con una referencia a las tareas que hay que resolver. Al hacer clic en las herramientas (y opcionalmente por tecla de escape) para ir al menú principal.
Sirve como un cursor de ratón estilizado, el aspecto cambia en objetos interactivos y se somete un poco. Dependiendo del objeto se indica mediante el resaltado verde, qué botones del ratón sobre lo que es posible. La respectiva acción posible es representada por pequeños iconos (para la observación de ojo, la mano para grabar, ...). Como en la superficie también se encuentran en las interacciones de inventario con objetos debajo de la otra. Aquí ya se puede ver el estado del puntero del ratón, si una acción es o no posible. Clic innecesario omitida. Los diálogos y escenas pueden cancelar pulsando el botón derecho del ratón, el puntero del ratón simboliza esta por un icono de avance rápido.

## Argumento
En 1936, en el Valle Khembalung en el Tíbet , un destacamento de soldados británicos, enviado en una expedición por el gobierno británico para mapear el país, son emboscados por soldados del Tercer Reich en un monasterio cuando tratan de ayudar a los monjes allí. Richard Weston, el hijo del gobernador de Hong Kong y el líder de la expedición, pierde la mayor parte de sus hombres en el combate al mismo tiempo proteger el monje cabeza mientras se les lleva a una cámara secreta, incluyendo Thomas Finch, que se separa de ambos Richard y el monje cuando juntas de la puerta de la cámara de cierre. Antes de morir, el monje entrega Richard una llave y le da instrucciones de que no se debe encontrar. Richard descubre que la cámara contiene tallas y mucho más que no son de origen asiático. A pesar de lo que ve, trabaja para encontrar una salida, y usa la llave en un pedestal de piedra en la cámara, la creación de un portal. Richard se desvanece con la tecla cuando pasa a través de él, con el portal de cerrar atrás. Unas horas más tarde, cuando los alemanes han terminado de asegurar el monasterio, su líder, Hanna von Hagenhild, una condesa alemana y un científico en la Sociedad Thule, las órdenes de esa fuente de las expediciones "para los mapas de la región en Hong Kong es ser eliminado junto con las notas, con Tríadas utilizados para hacer el trabajo sucio, con el fin de evitar más interrupciones en su trabajo.
Una semana más tarde, en Hong Kong, Fenton Paddock, el piloto de un avión de carga y anteriormente del ejército británico tras ser deshonrosamente dado de alta, después de escapar por poco de la muerte a manos de la rama de las pinzas de las Tríadas, después de interferir en sus negocios de contrabando, es convocado a Lord Weston, el gobernador de Hong Kong. Fenton se encuentra contratado para investigar la desaparición de Richard junto con el resto de su equipo como un extraño, ya que el gobierno británico no puede permitirse el lujo de hacerlo sin provocar un incidente diplomático con China. Buscando mapas de Tíbet de su exempleado, Yen Wuang, junto con sus notas sobre una expedición que tomó en la zona, Fenton se encuentra con su sobrina, Kim, mientras que la búsqueda de ellos, antes de ser obligado a llevarla con él cuando el Tong perseguirlos para los mapas y notas. Mientras que en el camino a Tíbet, Fenton explica a Kim por qué fue retirado del ejército, y por qué se dirige al Tíbet. Antes de llegar a un pueblo en su ruta, un avión de combate alemán los derriba. Después de recuperarse de la caída, el par mira a las notas de Yen como un lugar seguro para descansar del frío, el aprendizaje que había visitado la región con un explorador británico, un profesor Arthur Hayes, en 1922, en busca de un monasterio supone que es una mera mito. Decidido a encontrar, pero notando un camión de conducción a través de las montañas, la pareja descubre un campamento alemán cerca del monasterio, y rescatar a Thomas en el proceso. Cuando la pareja se abren camino en el monasterio y la cámara secreta dentro de ella, Fenton y Kim aprenden que Richard desapareció por una puerta dentro de ella, y que se pongan en sí mismos, necesitan una segunda clave que se esconde en otra parte del mundo . Hagenhild, sin embargo, a los dos capta, con planes de seguir Hayes que tiene un elemento que se necesita para encontrar la segunda llave en un mapa especial en su poder. Fenton logra escapar, pero pierde Kim en el proceso de tratar de rescatarla, creyéndola muerta.
En Marrakech, Marruecos, Fenton trabaja para liberar el profesor Hayes, cuando se entera de que él había sido arrestado por los problemas fiscales con la colonia francesa. Después de trabajar duro para recaudar dinero de la fianza para liberarlo, Hayes revela lo que sabe sobre el monasterio y su expedición. A través de su conversación, se revela que el monasterio oculta la legendaria Shambala, que contiene un inmenso poder. Después de su charla que decide dar Fenton el artefacto en su poder, una forma como el ojo de un dragón piedra preciosa verde. Agentes del Tercer Reich, sin embargo, hacen acto de presencia, matando a Hayes y making off con el artefacto, lo que obligó Fenton seguir de vuelta a Berlín, en el que la ciudad está en el proceso de celebración de los Juegos Olímpicos de 1936 . Necesidad de la entrada a un museo local donde la pieza se toma junto con el mapa que se enteró de Hagenhild, Fenton gana entrada al estadio olímpico y ayuda a un amigo en los juegos para ganar el oro, mientras que se presenta también como un miembro de la prensa. La infiltración de los niveles más bajos del museo durante una fiesta para los ganadores olímpicos, se entera de que el mapa de Piri Reis que necesita para averiguar la ubicación de la segunda clave, en realidad se está almacenada en Wewelsburg castillo en Alemania. Paddock, que recupera la piedra preciosa, toma un tren en el campo, y se infiltra en el castillo. Al encontrar el mapa, que combina el artefacto twith el mapa de Piri Reis, de descubrir que la segunda clave se encuentra en la zona de Guyarat de la India. Después de lidiar con un problema de tigre, encuentra la llave en un viejo templo sumergido bajo el agua, junto con murales muestra a un hombre en un uniforme británico, ayudando a la gente del templo, para gran confusión de Fenton.
Volviendo a Hong Kong para conseguir el apoyo de Weston para detener a los alemanes, se encuentra el gobernador había hecho un trato con ellos. A cambio de la seguridad de su hijo, Fenton y la clave son tomadas por los alemanes, de nuevo al monasterio, donde se revela Kim todavía está vivo, pero sigue siendo un prisionero de ellos. Obligado a abrir la puerta de la cámara por Hagenhild, Fenton, Kim, Hagenhild, y el resto de los soldados alemanes, desaparecer, con Fenton separado de ellos. Despertar en una cámara, él se encuentra el cumplimiento de Richard, que aparece como un fantasma, pero revela que tanto él como Fenton están en Shambala, y que él está en el pasado. Dándose cuenta de que Hangenhild es según el poder de Shambala, Fenton funciona ingenio Richard armar un talismán para usar el poder mismo de detenerlos. Creación de un dragón del poder de sus pensamientos, Fenton lo dirige a atacar a los soldados, mientras que Kim, que se libera de sus ataduras, combate Hagenhild y la mata. Con la amenaza más, Fenton y Kim Richard prometen a informar a su padre de lo que ha sido de él, antes de compartir un abrazo juntos.

## Recepción
Lost Horizon recibió críticas generalmente favorables de los críticos. En GameRankings Actualmente tiene puntuaciones de 81.10% basado en 10 opiniones, y en Metacritic 77/100 basado en 24 opiniones.

## Trivia
- El juego es en gran medida influenciado en su contenido por las clásicas películas de aventuras de las conocidas principales obras de los cines entreabiertas. Principalmente caen paralelos a Indiana Jones, a la serie: exótico lugares, un temerario como el personaje principal, una mujer que funciona de forma independiente como compañero, con el que no hay disputas de inversión, un misterio oculto como un objeto de todas las partes desean y soldados nazis como el enemigo principal. Un enlace directo se encuentra en la segunda sección del juego: como paddock después del accidente intentó derribar un alto mochila colgando de las correas de cuero en las montañas, se escuchará un breve clip de sonido. Secuencias similares de notas se escucharon en los videojuegos de Indiana Jones, tan pronto como este usa su látigo.
- El tematizado en Lost Horizon Shambala tiene antecedentes reales. En la creencia tibetana es el nombre de un reino misterioso. Para el juego, era algo obvio y decorado por elementos del Shangri-La complementado en sus Leyendas.
- En el caso de que ocurra en los diálogos del juego cada operativas elaboradas por los retratos se muestran en la parte inferior de la pantalla. Esto se debe en parte llevó de vuelta a los rasgos faciales actor muy conocidos. Entre otras cosas, puede Heath Ledger (Richard Weston), Ernest Borgnine (Gus), John Candy (policía en el Palacio del Gobernador), Lucy Liu (azafata), Treat Williams (jueces alemanes) y James Franco (Glenn Parker) conjetura.
- Como parte de la trama del juego se lleva a Fenton Paddock también en los eventos de los Juegos Olímpicos de Verano de Berlín a. Aquí se debe a sus antiguos compañeros del ejército Glenn Parker a la victoria en el decatlón contra el héroe local Erwin Huber ayuda. El decatleta Huber, efectivamente, existe: era 1936 en esta disciplina cuarto detrás de tres estadounidenses. El nombre de los británicos Glenn Parker, sin embargo, fue inventado y otros dos atletas montado: el ex medallista de oro Glenn Morris y tercer clasificado, Jack Parker .
- Poco después del lanzamiento del juego, un posible era en diversos foros de Internet Bug discutido, que no es en sí mismo resultó al final: En cierto punto en la final de los jugadores tiene no más lejos porque un objeto que se había mudado recientemente, había desaparecido. El problema se produce solo con los equipos más lentos, más viejos y había una discrepancia entre el gráfico 2D y los peones de interfaz de juego 3D adeudados.
- En el Himalaya Fenton Paddock es, en la tienda de campaña en la que el soldado británico es "torturado" con la música alemana, una estaca de la tienda roja. En el género de la aventura es una Red Herring un objeto que en realidad es completamente inútil y solo puede ser tomada. En el juego de arenque, pero todavía se puede utilizar, por ejemplo, una caja de herramientas para abrir, para resolver los signos y abrir una lata.